# Баткин, Леонид Михайлович
Леони́д Миха́йлович Ба́ткин (29 июня 1932, Харьков — 29 ноября 2016, Москва) — советский и российский историк, культуролог и литературовед, публицист. Доктор исторических наук, профессор РГГУ.

## Биография
Вместе с матерью успел покинуть Харьков до немецкой оккупации, но все его родственники, проживавшие в городе, стали жертвами Холокоста.
Окончил исторический факультет Харьковского государственного университета в 1955 году, кандидат исторических наук (1959, тема диссертации: «Данте и политическая борьба во Флоренции конца XIII — начала XIV веков)». Доктор исторических наук (1992, по совокупности работ на тему «Итальянское возрождение как исторический тип культуры»).
В 1956—1967 годах — преподаватель, доцент Харьковского института искусств. Уволен за «грубые идеологические ошибки», в том числе за «пропаганду чистого искусства и формализма». В советский период ему не позволили защитить докторскую диссертацию[уточнить].
С 1968 года работал в Институте всеобщей истории АН СССР (куда попал по протекции М. Гефтера): старший научный сотрудник, с 1992 года — ведущий научный сотрудник.
В 1979 году статья Баткина «Неуютность культуры» была опубликована в  альманахе «Метрополь».
В 1987—1989 годах одновременно преподавал в Московском государственном историко-архивном институте. С 1992 года — главный научный сотрудник Института высших гуманитарных исследований Российского государственного гуманитарного университета (РГГУ). Член учёного совета РГГУ и международного редакционного совета журнала Arbor Mundi («Мировое древо»), издающегося в РГГУ.
Умер 29 ноября 2016 года. Прощание состоялось 2 декабря в Митинском крематории; прах развеян.

## Научная деятельность
Специалист по истории и теории культуры, главным образом итальянского Возрождения. Направления научных исследований: итальянское Возрождение как особый тип культуры; характер и пределы личного самосознания в европейской истории культуры; методология изучения индивидуальных и уникальных явлений в истории культуры.
Действительный член Американской академии по изучению Возрождения. Последователь В. С. Библера, приверженец М. М. Бахтина. По собственному утверждению, превратился из марксиста в бахтинианца в 1973 году.
Считал, что «Новое время выходит из традиционалистского средневековья неожиданно и вне всяких готовых правил".

## Общественная деятельность
В 1979 году был участником самиздатского литературного альманаха «Метрополь».
В 1988—1991 годах был одним из руководителей клуба «Московская Трибуна». 
Стал инициатором его создания — одного из первых  политических клубов эпохи перестройки и вел его заседания. Стал соорганизатором первого массового демократического митинга в Лужниках в мае 1989 года, выступил, открывая его. В числе ораторов были А.Д. Сахаров и Б.Н. Ельцин, численность участников митинга составила до 200 тысяч человек.
В 1990—1992 годах участвовал в деятельности движения «Демократическая Россия». Составитель сборника «Конституционные идеи Андрея Сахарова» (М., 1991).
Придерживался либеральных политических взглядов.
В 2003 году поставил подпись под обращением деятелей науки "Остановим чеченскую войну вместе". В 2010 году подписал обращение "Путин должен уйти".

## Награды
- Лауреат премии по культуре Совета министров Итальянской республики (за книгу о Леонардо да Винчи) (1989)
- Медаль «В память 850-летия Москвы»

## Основные работы

### Монографии
на русском языке
- Данте и его время: Поэт и политика. — М.: Наука, 1965 (Научно-популярная серия АН СССР; Изд. на итал. яз.: 1970, 1979)
- Период городских коммун // История Италии / Институт истории АН СССР, ред. коллегия: С. Д. Сказкин, К. Ф. Мизиано, С. И. Дорофеев. — М.: Наука, 1970. — Т. 1 / отв. ред. С. Д. Сказкин. Под ред. Л. А. Котельниковой и В. И. Рутенбурга. — С. 200—272. — 580 с. — 19 250 экз.
- Итальянские гуманисты : стиль жизни и стиль мышления / Отв. ред. М. В. Алпатов. — М.: Наука, 1978. — 208 с. — (Из истории мировой культуры). — 37 500 экз. (Изд. на итал. яз. 1990)
- Итальянское Возрождение в поисках индивидуальности. — М.: Наука, 1989.
- Леонардо да Винчи и особенности ренессансного творческого мышления. — М.: Искусство, 1990.
- Возобновление истории: Размышления о политике и культуре. — М.: Московский рабочий, 1991.
- «Не мечтайте о себе»: О культурно-историческом смысле «я» в «Исповеди» бл. Августина. — М.: РГГУ, 1993.
- Пристрастия: Избранные эссе и статьи о культуре. — М.: ТОО «Курсив-А», 1994 (2-е изд. 2002).
- Петрарка на острие собственного пера: Авторское самосознание в письмах поэта. — М.: РГГУ, 1995.
- Итальянское возрождение: Проблемы и люди. — М.: Изд-во РГГУ, 1995.
- Тридцать третья буква: Заметки читателя на полях стихов Иосифа Бродского. — М.: РГГУ, 1997.
- Европейский человек наедине с собой. Очерки о культурно-исторических основаниях и пределах личного самосознания: Августин. Абеляр. Элоиза. Петрарка. Лоренцо Великолепный. Макьявелли. — М.: РГГУ, 2000.
- Пьетро Аретино и конец итальянского Возрождения. — М.: РГГУ, 2009. — 145, [1] с. : портр. — ISBN 978-5-7281-1043-9
- Личность и страсти Жан-Жака Руссо. — М.: РГГУ, 2012.
- О всемирной истории. — М.: РГГУ, 2013.

на других языках
- Leonardo da Vinci. — Bari: Laterza, 1988.

### Статьи
- Смех Панурга и философия культуры // «Вопросы философии», 1967, № 12;
- Тип культуры как историческая цельность // «Вопросы философии», 1969, № 9;
- Ренессансный миф о человеке // «Вопросы литературы», 1971,№ 9
- «Спор о Данте и социология культуры» (1971)
- К проблеме историзма в итальянской культуре эпохи Возрождения // История философии и вопросы культуры, М., 1975;
- «О социальных предпосылках итальянского Возрождения» (1975)
- Итал. гуманистический диалог XV века // Из истории культуры Средних веков и Возрождения, М., 1976.
- Сон разума. О социально-культурных масштабах личности Сталина // Знание — сила. — 1989. — № 3,4.

### Публицистика и воспоминания
- Шанс ещё есть: политические впечатления и раздумья трёх лет после Августа. — М.; Харьков: Эпицентр, 1995.
- Эпизоды моей общественной жизни. — М.: Новый хронограф, 2013. — 258, [2] с. — (От первого лица : история России в воспоминаниях, дневниках, письмах). — ISBN 978-5-94881-212-0

## Цитаты
- У нас же марксизм погиб. Это же ясно, что никакого марксизма в СССР не было, а был псевдомарксизм, были вульгарные схематические отголоски марксизма насчет классовой борьбы и прочее. Был набор известных цитат.
- (По Л. Хут:) Л. М. Баткин остроумно замечает: «Если социальный детерминизм это тюрьма, то каждый из нас отбывает срок одновременно в двух пенитенциарных учреждениях – в истории и в природе… Человеку ничего не остается, как считаться с природой и историей и быть вменяемым заключенным» .